# Kevin Coghlan
Kevin Coghlan (Perth, 23 giugno 1988) è un pilota motociclistico britannico.

## Carriera
Per quanto riguarda le sue partecipazioni alle gare del motomondiale, l'esordio, quale wild card, è avvenuto in occasione del Gran Premio motociclistico di Gran Bretagna 2005 in sella ad una Honda in classe 125. Nel motomondiale 2007 è stato presente in altre due occasioni, sempre nella stessa classe e con una Honda, sempre senza riuscire ad ottenere punti validi per la classifica iridata.
Nel 2008 ha debuttato nel mondiale Supersport come pilota sostitutivo con una CBR600RR del team Hannspree Honda Althea, senza ottenere piazzamenti a punti. Nello stesso anno si è aggiudicato il titolo junior del campionato europeo velocità nella Supersport, arrivando secondo nella prova unica valida per l'assegnazione del titolo, svoltasi ad Albacete e vinta da Ángel Rodríguez.
Nel 2009 ha vinto il campionato spagnolo nella categoria supersport e nella stessa stagione ha corso con una Yamaha YZF-R6 del team Holiday Gym Racing in cinque prove del mondiale di categoria, terminandone tre in zona punti. Sempre nel 2009 vince il campionato Europeo Supersport.
Passato nel 2010 al campionato spagnolo Moto2, proprio in questa classe ha usufruito nuovamente di due wild card in occasione dei Gran Premi di Gran Bretagna e Aragona. Nel 2011 è diventato pilota titolare, ingaggiato dal team Aeroport de Castelló con una FTR M211, ma non ha terminato la stagione in quanto sostituito dopo il Gran Premio d'Olanda da Tommaso Lorenzetti. In questa annata ha saltato il Gran Premio del Portogallo per infortunio, totalizzando un ottavo posto al GP di Spagna come miglior risultato e 11 punti iridati.
Nel 2012 ha partecipato alla Superstock 1000 FIM Cup con una Ducati 1199 Panigale del team DMC Racing, salendo sul podio al Nürburgring e piazzandosi al nono posto finale con 68 punti. Nella stessa stagione partecipa al campionato Europeo Velocità Stock 1000, svoltosi in gara unica ad Albacete, dove si classifica in ottava posizione.
Nel 2013 partecipa al campionato mondiale Supersport in sella ad una Kawasaki ZX-6R del team DCM-Lorenzini, il compagno di squadra è Vladimir Ivanov. In questa stagione ottiene il primo podio di categoria piazzandosi terzo nel gran premio di Germania sulla pista del Nürburgring. Chiude la stagione al nono posto con 71 punti. Nel 2014 Coghlan è ancora tra i piloti titolari nel mondiale Supersport, stavolta alla guida di una Yamaha YZF-R6 gestita dal team DCM-Panavto-Yamaha. Il compagno di squadra è Alexey Ivanov. Inizia la stagione con un secondo posto a Phillip Island, per poi ottenere la pole position nella gara successiva ad Aragon. La stagione continua con buoni risultati, cogliendo un altro podio a Donington, chiude la stagione al quinto posto con 109 punti mondiali.
Nel 2015 torna dopo due anni nella Superstock 1000 FIM Cup, ingaggiato dal team MRS Yamaha, con compagno di squadra Florian Marino. Ottiene un podio piazzandosi terzo nella gara inaugurale ad Aragon. Chiude la stagione al sesto posto totalizzando 72 punti.

## Risultati in gara

### Motomondiale
| 2005 | Classe | Moto  |  |  |  |  |  |  |  |    |     |  |  |  |  |  |  |  |  |  | Punti | Pos. |
| ---- | ------ | ----- |  |  |  |  |  |  |  | -- | --- |  |  |  |  |  |  |  |  |  | ----- | ---- |
| 2005 | 125    | Honda |  |  |  |  |  |  |  | NE | Rit |  |  |  |  |  |  |  |  |  | 0     |      |

| 2007 | Classe | Moto  |  |  |    |  |  |  |  |     |  |  |    |  |  |  |  |  |  |  | Punti | Pos. |
| ---- | ------ | ----- |  |  | -- |  |  |  |  | --- |  |  | -- |  |  |  |  |  |  |  | ----- | ---- |
| 2007 | 125    | Honda |  |  | 21 |  |  |  |  | Rit |  |  | NE |  |  |  |  |  |  |  | 0     |      |

| 2010 | Classe | Moto |  |  |  |  |    |  |  |  |    |  |  |  |     |  |  |  |  |  | Punti | Pos. |
| ---- | ------ | ---- |  |  |  |  | -- |  |  |  | -- |  |  |  | --- |  |  |  |  |  | ----- | ---- |
| 2010 | Moto2  | FTR  |  |  |  |  | 22 |  |  |  | NE |  |  |  | Rit |  |  |  |  |  | 0     |      |

| 2011 | Classe | Moto |     |   |    |    |    |    |    |  |  |    |  |  |  |  |  |  |  |  | Punti | Pos. |
| ---- | ------ | ---- | --- | - | -- | -- | -- | -- | -- |  |  | -- |  |  |  |  |  |  |  |  | ----- | ---- |
| 2011 | Moto2  | FTR  | Rit | 8 | NP | 27 | 24 | 13 | 21 |  |  | NE |  |  |  |  |  |  |  |  | 11    | 29º  |

| Legenda | 1º posto        | 2º posto            | 3º posto            | A punti      | Senza punti        | Grassetto – Pole position Corsivo – Giro più veloce |
| Legenda | Gara non valida | Non qual./Non part. | Ritirato/Non class. | Squalificato | '-' Dato non disp. | Grassetto – Pole position Corsivo – Giro più veloce |

### Campionato mondiale Supersport
| 2008 | Moto  |  |  |  |    |    |  |  |  |  |  |  |  |  |  | Punti | Pos. |
| ---- | ----- |  |  |  | -- | -- |  |  |  |  |  |  |  |  |  | ----- | ---- |
| 2008 | Honda |  |  |  | 21 | 20 |  |  |  |  |  |  |  |  |  | 0     |      |

| 2009 | Moto   |  |  |  |  |  |  |  |     |    |  |    |  |    |    | Punti | Pos. |
| ---- | ------ |  |  |  |  |  |  |  | --- | -- |  | -- |  | -- | -- | ----- | ---- |
| 2009 | Yamaha |  |  |  |  |  |  |  | Rit | 13 |  | 20 |  | 14 | 15 | 6     | 26º  |

| 2013 | Moto     |    |    |   |   |     |     |     |    |   |   |   |    |   |  | Punti | Pos. |
| ---- | -------- | -- | -- | - | - | --- | --- | --- | -- | - | - | - | -- | - |  | ----- | ---- |
| 2013 | Kawasaki | 18 | 13 | 8 | 5 | Rit | Rit | Rit | AN | 4 | 3 | 7 | 14 | 7 |  | 71    | 9º   |

| 2014 | Moto   |   |   |   |     |   |     |   |   |   |   |   |  |  |  | Punti | Pos. |
| ---- | ------ | - | - | - | --- | - | --- | - | - | - | - | - |  |  |  | ----- | ---- |
| 2014 | Yamaha | 2 | 5 | 4 | Rit | 3 | Rit | 8 | 7 | 5 | 6 | 5 |  |  |  | 109   | 5º   |

| 2017 | Moto   |  |  |  |  |  |  |  |  |  |  |    |  |  |  | Punti | Pos. |
| ---- | ------ |  |  |  |  |  |  |  |  |  |  | -- |  |  |  | ----- | ---- |
| 2017 | Yamaha |  |  |  |  |  |  |  |  |  |  | NP |  |  |  | 0     |      |

| Legenda | 1º posto        | 2º posto            | 3º posto           | A punti      | Senza punti        | Grassetto – Pole position Corsivo – Giro più veloce |
| Legenda | Gara non valida | Non qual./Non part. | Ritirato/Non class | Squalificato | '-' Dato non disp. | Grassetto – Pole position Corsivo – Giro più veloce |